# Bembibre
Bembibre és un municipi de la província de Lleó, a la comunitat autònoma de Castella i Lleó, dins la comarca d'El Bierzo. Està formada per les pedanies de:
- Bembibre
- San Román de Bembibre
- Losada
- Arlanza
- Viñales
- Santibáñez del Toral
- San Esteban del Toral
- Rodanillo
- Labaniego

## Enllaços externs

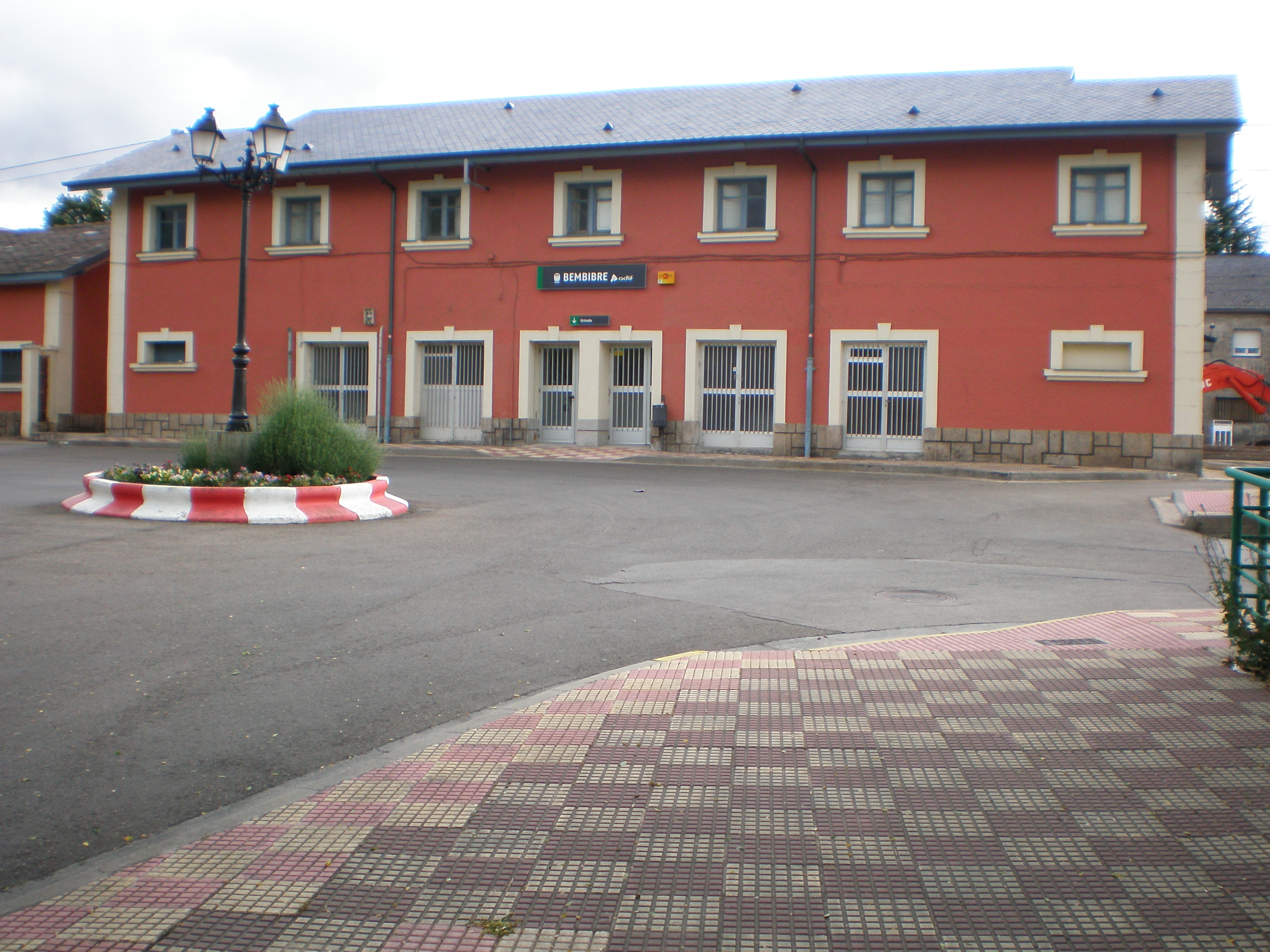
Estació de Bembibre.

## Demografia

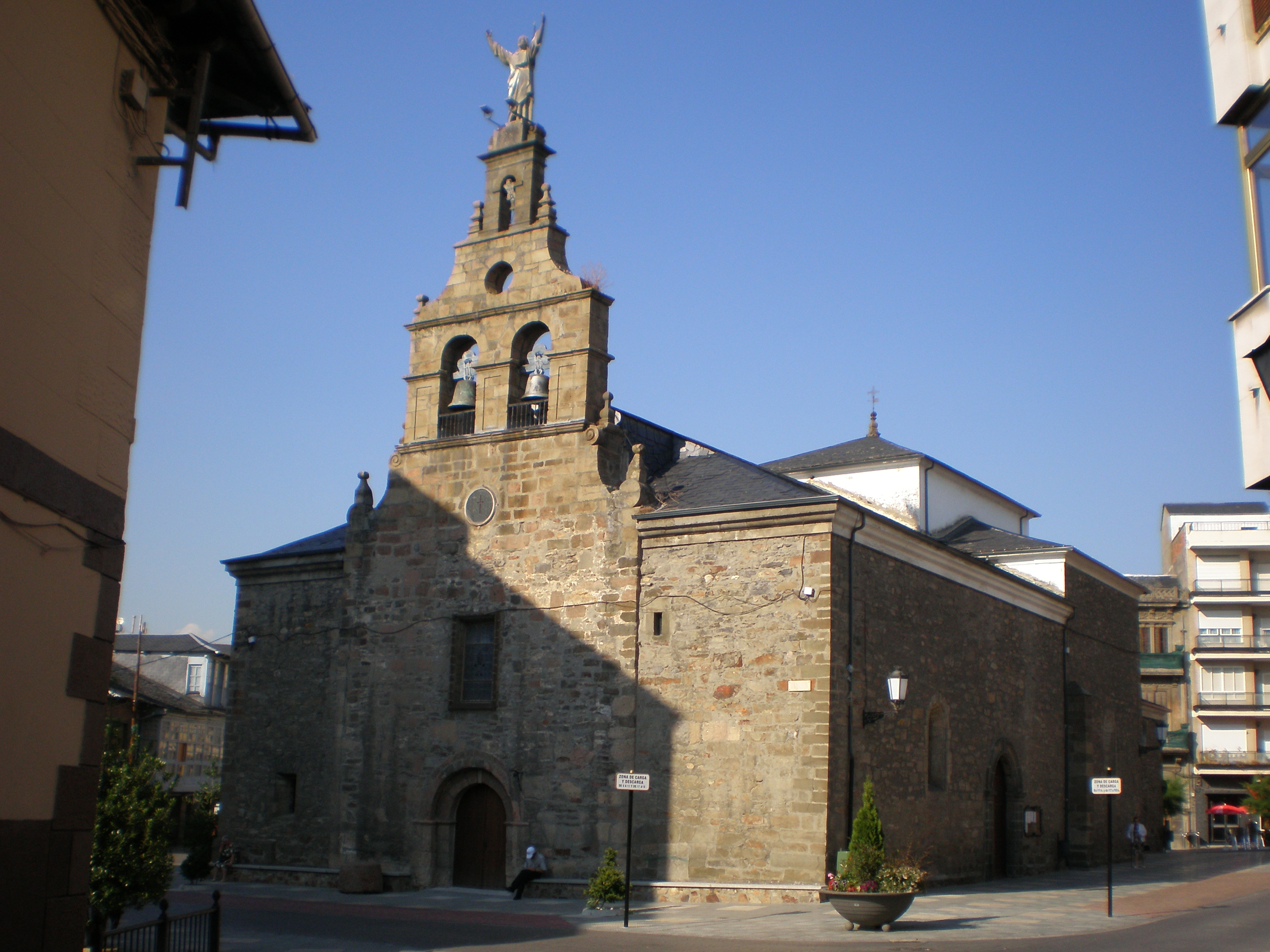
Església de San Pedro Apóstol a Bembibre.

| 1996   | 1998   | 1999   | 2000   | 2001   | 2002   | 2003   | 2004  | 2005   | 2006   |
| ------ | ------ | ------ | ------ | ------ | ------ | ------ | ----- | ------ | ------ |
| 11.104 | 11.063 | 11.050 | 10.734 | 10.463 | 10.486 | 10.217 | 9.989 | 10.059 | 10.092 |